# Robotron KC 85/1 - Z 9001
Robotron KC 85/1 - Z 9001 (KC 85/1 - Z 9001) је био кућни рачунар фирме Robotron који је почео да се производи у Немачкој од 1984. године.
Користио је U880 D (Z80 клон) као микропроцесор. RAM меморија рачунара је имала капацитет од 17 KB (16 KB слободно), прошириво до највише 64 KB.
Као оперативни систем кориштен је KC 85/1 OS, HC OS.

## Детаљни подаци
Детаљнији подаци о рачунару KC 85/1 - Z 9001 су дати у табели испод.
|                       |                                                                                                 |
| [ 1 ]                 |                                                                                                 |
| Произвођач            |                                                                                                 |
| Тип                   | кућни рачунар                                                                                   |
| Меморија              | 17 (16 слободно), прошириво до највише 64 KB.                                                   |
| Поријекло             | Њемачка                                                                                         |
| Година                | 1984                                                                                            |
| Тастатура             | QWERTZ распоред, 65 тастера.                                                                    |
| Процесор              |                                                                                                 |
| Фреквенција процесора | 1,75                                                                                            |
| RAM                   | 17 (16 слободно), прошириво до највише 64 KB.                                                   |
| ROM                   | 6 (4 OS + 2 мапа знакова)                                                                       |
| Текст                 | 40x24 знакова (до 40x20)                                                                        |
| Графика               | са 128 унапред дефинисана графичка и 96 текстуалних симбола у текстуалном приказа (8x8 пиксела) |
| Боја                  | црно/бијело, опциона боја (8 предњих + 8 позадинских боја)                                      |
| Звук                  | мали звучник; моно звук са 8 јачина звука + 6 октава                                            |
| Димензије             | 400x300x85 / 4,1                                                                                |
| Портови               |                                                                                                 |
| Оперативни систем     |                                                                                                 |